# ジャン＝クリストフ・グランジェ
ジャン＝クリストフ・グランジェ（Jean-Christophe Grangé, 1961年7月16日 - ）は、フランスの小説家、脚本家、漫画原作者、独立系ジャーナリスト。その作風から「フランスのスティーヴン・キング」の異名を取る。

## 概要
ソルボンヌ大学で文学を学び、ギュスターヴ・フローベールで修士号を取得した。1980年代の終わりに国際的に活躍するジャーナリストとなり、約10年間世界中を飛び回って取材活動をした。90年代初頭に探偵小説を書き始め、フランスだけでなく他の多くの国でも大成功を収めた。作品は約30か国語に翻訳されており、世界中で2,000万冊以上売れている。
映画の世界にも近いいくつかのオリジナル脚本を書き、自身の小説の映画化にも参加した。最近では、同名の小説の登場人物にインスピレーションを得た「Les rivières pourpres」など、いくつかのテレビシリーズを制作し、成功を収めている。

## 人物
19世紀末のフランスの作家の本を読むのが好きであり、エミール・ゾラ、ギ・ド・モーパッサン、ギュスターヴ・フロベールをお気に入りの作家と挙げている。

## 作品

### 著書
- Le Vol de cigognes (1994年)
  - 『コウノトリの道』（平岡敦訳、創元推理文庫）2003.7　ISBN 978-4488214067
- Les Rivières pourpres (1998年) - 映画『クリムゾン・リバー』原作
  - 『クリムゾン・リバー』（平岡敦訳、創元推理文庫）2001.1　ISBN 978-4488214050
    - 『クリムゾン・リバー【新版】』（平岡敦訳、創元推理文庫）2018.11　ISBN 978-4488214104
- Le Concile de pierre (2000年)
- L'Empire des loups (2003年) - 映画『エンパイア・オブ・ザ・ウルフ』原作
  - 『狼の帝国』（高岡真訳、創元推理文庫）2005.12　ISBN 978-4488214074
- La Ligne noire (2004年)
- Le Serment de limbes (2007年)
- Miserere (2008年)
  - 『ミゼレーレ（上・下）』（平岡敦訳、創元推理文庫）2024
- La Forêt des Mânes (2009年)
- Le Passager (2011年)
  - 『通過者』（吉田恒雄訳、TAC出版）2018.8　ISBN 978-4813271567
- Kaïken (2012年)
- Lontano (2015年)
- Congo requiem (2016年)
- La Terre des morts (2018年)
  - 『死者の国』（高野優監訳、早川書房 ハヤカワ・ポケット・ミステリ）2019.6
- La Dernière Chasse (2019年)
  - 『ブラック・ハンター』（平岡敦訳、早川書房 ハヤカワ・ポケット・ミステリ）2020.9